# Wallis Clark
Pour les articles homonymes, voir Clark.
Wallis Clark (né le 2 mars 1882 dans le comté d'Essex, en Angleterre) et mort le 14 février 1961  à North Hollywood, en Californie) est un acteur britannique. 

## Biographie
Wallis Clark fit carrière aux États-Unis, d'abord au cinéma muet, et franchit avec succès le cap du parlant, sa dernière apparition datant de 1956.

## Filmographie partielle
- 1932 : Okay, America!, de Tay Garnett : Rôle secondaire
- 1932 : Attorney for the Defense, d'Irving Cummings : James A. Crowell
- 1932 : Mon copain le roi (My Pal, the King), de Kurt Neumann : Dr. Lorenz
- 1932 : Prisons d'enfants (Hell's House), de Howard Higgin : Juge Robinson
- 1932 : The Famous Ferguson Case de Lloyd Bacon : Lindsay Jamison
- 1933 : Bureau des personnes disparues (Bureau of Missing Persons), de Roy Del Ruth : M. Paul
- 1933 : 42e Rue (42nd Street) de Lloyd Bacon : Dr Chadwick
- 1933 : The World Changes de Mervyn LeRoy
- 1933 : La Femme aux gardénias (Double Harness) de John Cromwell
- 1934 : New York-Miami (It Happened One Night), de  Frank Capra : Lovington
- 1934 : Massacre, d'Alan Crosland : Cochran
- 1934 : Audaces féminines (Cheating Cheaters), de Richard Thorpe : M. Palmer
- 1935 : Un drame au casino (The Casino Murder Case), d'Edwin L. Marin : Dr. Elton
- 1936 : L'Heure mystérieuse (The Unguarded Hour), de Sam Wood : Inspecteur Grainger
- 1937 : Échec au crime (I Promise to Pay) de D. Ross Lederman
- 1939 : Star Reporter, de Howard Bretherton : Procureur William Burnette
- 1941 : La Chanson du passé (Penny Serenade), de George Stevens : Le juge
- 1942 : André et les Fantômes (The Remarkable Andrew) de Stuart Heisler
- 1949 : N'oubliez pas la formule (Free for All) de Charles Barton : M. Van Alstyne